# 巴西南美货运航空
巴西南美货运航空（LATAM Cargo Brasil，曾名为TAM Cargo/ABSA Cargo Airline）是一家巴西的货运航空公司，总部设在巴西坎皮纳斯，枢纽机场部设在维拉科波斯国际机场。其提供拉丁美洲境内的货运班线以及巴西和美国之间的包机服务。
巴西南美货运航空是墨西哥南美货运航空、哥伦比亚南美货运航空和智利南美货运航空的姐妹公司。

## 外部鏈結
- 南美航空官方網站 （页面存档备份，存于）
- Lan Airlines在YouTube的用戶頁 （页面存档备份，存于）
- 有關LAN Airpasses